# Hólyagmoszat
A hólyagmoszat (Fucus vesiculosus) a Sar szupercsoport és a sárgásmoszatok (Stramenopila) törzsének egyik faja.
A Fucus nemzetség típusfaja.

## Előfordulása
A Brit-szigetek partjain, a hólyagmoszat a legelterjedtebb algaféle. Ez a barnamoszat még megtalálható Európa atlanti-óceáni partjain, Oroszország északi részén, a Balti-tengerben, Grönlandon, az Azori- és Kanári-, Madeira-szigeteken és Marokkó partján. Észak-Amerika keleti partjain is fellelhető, az Ellesmere-szigettöl és a Hudson-öböltől egészen Észak-Karolináig.

## Alakjai, változatai
- Fucus vesiculosus f. gracillimus F.S.Collins, 1900
- Fucus vesiculosus f. mytili (Nienburg) Nienhuis, 1970
- Fucus vesiculosus var. compressus Kjellman, 1890
- Fucus vesiculosus var. foliaceus
- Fucus vesiculosus var. linearis (Hudson) Kützing, 1849
- Fucus vesiculosus var. vadorum Areschoug, 1868
- Fucus vesiculosus var. volubilis Goodenough & Woodward, 1797

## Megjelenése
A moszat nyúlványain, jól kiemelkedő, majdnem teljesen gömb alakú hólyagok vannak. A fiatal példányoknak hiányozhat a hólyagja. A nyúlványok sima szélűek és párosan nőnek. A faj könnyen összetéveszthető a Fucus spiralisszal, amellyel keveredik is.

## Életmódja
A hólyagmoszat a védett árapálytérséget kedveli. A nyílt helyeken nem telepszik meg, mivel ott könnyen megsérül és elveszti hólyagjait. Ezt az algát néhány állat igen kedveli, mivel búvóhelyet és táplálékot biztosít számukra. Ilyenek például: a Spirorbis spirorbis (mészcsőféreg), a Idotea-fajok (növényevő ászkarákok) és a Littorina-csigák. A Littorina obtusata és a közönséges particsiga (Littorina littorea) nagy hólyagmoszat fogyasztók, emiatt az alga phlorotannint termel, támadói ellen.

## Szaporodása
A hólyagmoszat nem egynemű lény, hanem a különböző nemeket más-más példány képviseli. Az ivarsejteket a csendes tengervízbe bocsátják ki a moszatok. A petesejtek külső megtermékenyítéssel termékenyülnek meg. A Maine partjain végzett kutatások szerint, a megtermékenyítés 100 százalékos, úgy a védett helyeken, mint a nyíltabb helyeken is.

## Képek

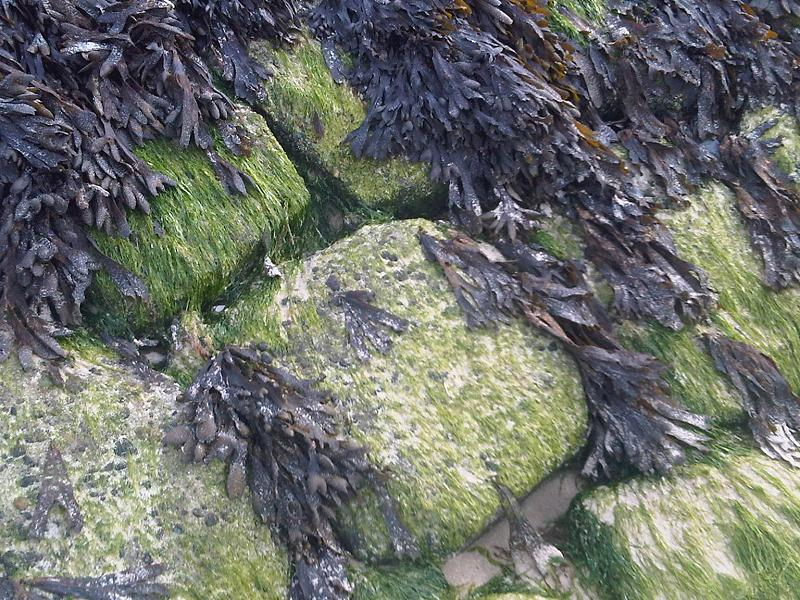
Egyéb algák társaságában
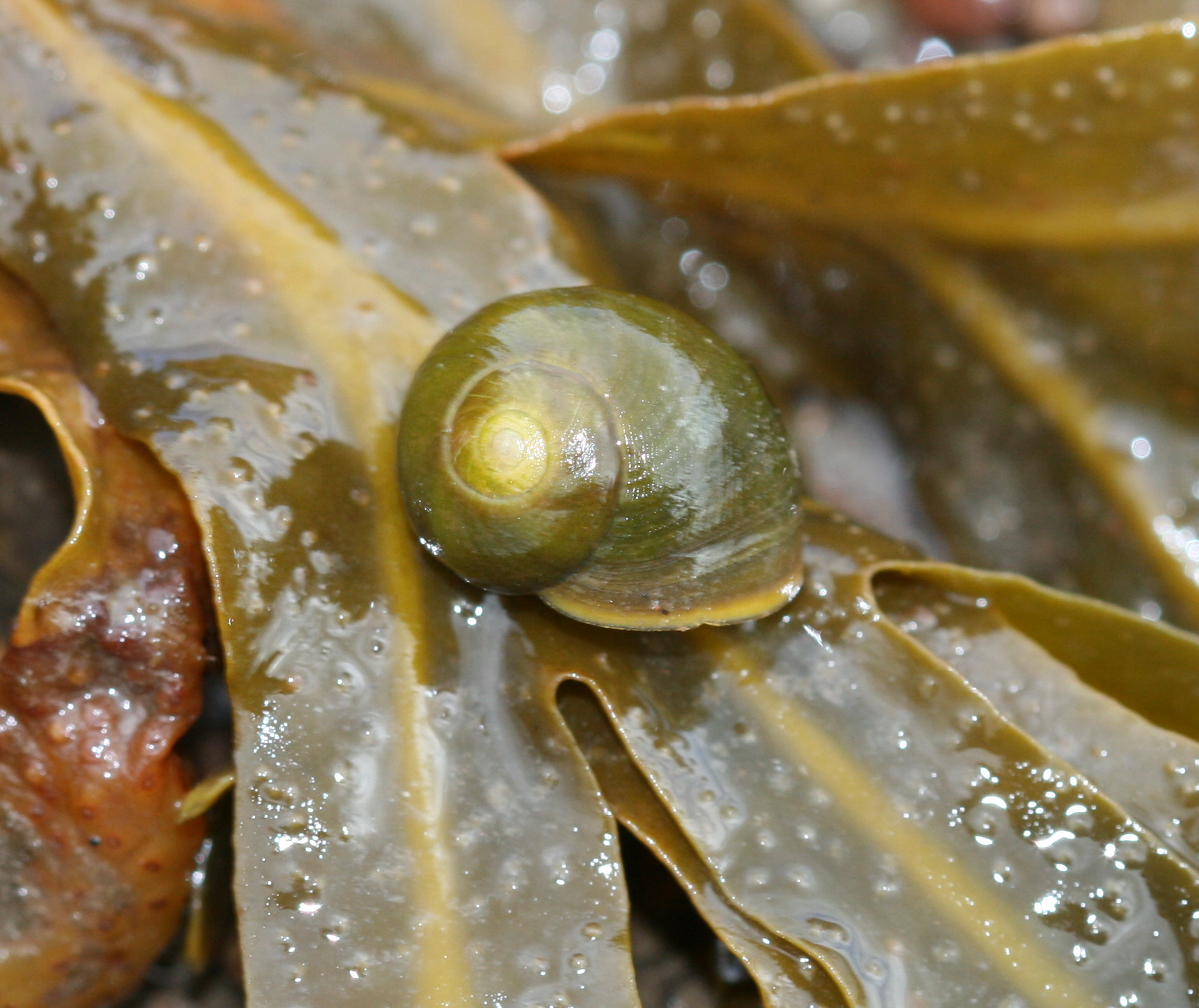
A Littorina obtusata támadása alatt
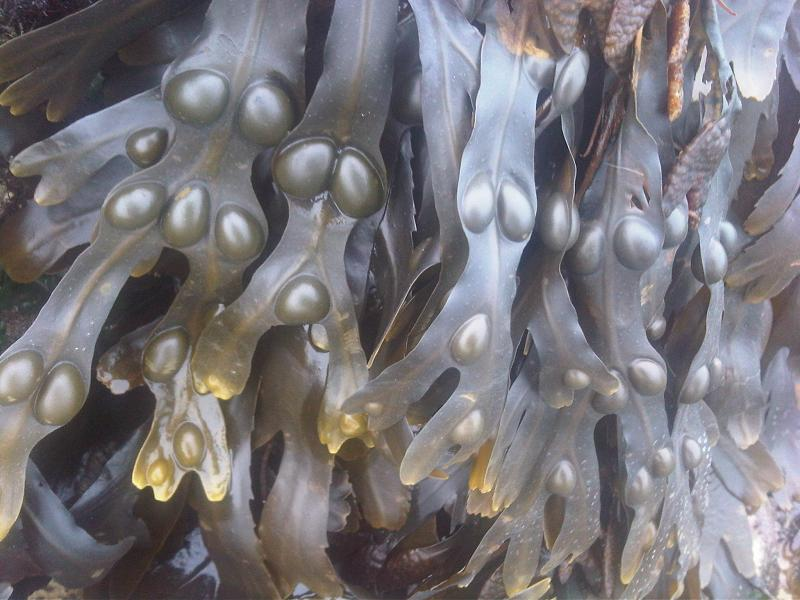
A hólyagok a nyúlványokon nőnek

## Fordítás
- Ez a szócikk részben vagy egészben  a   Fucus vesiculosus című angol Wikipédia-szócikk ezen változatának fordításán alapul.  Az eredeti cikk szerkesztőit annak laptörténete sorolja fel. Ez a jelzés csupán a megfogalmazás eredetét és a szerzői jogokat jelzi, nem szolgál a cikkben szereplő információk forrásmegjelöléseként.